# دي كالب (نيويورك)
دي كالب (بالإنجليزية: De Kalb, New York)‏ هي بلدة أمريكية تقع في الولايات المتحدة في مقاطعة سانت لورنس، نيويورك. يقدر عدد سكانها بـ 2,434 نسمة ومساحتها 215.5 كم2 وترتفع عن سطح البحر 92 متر.